# Miha Pisanec
Miha Pisanec, slovenski hokejist, * 11. februar 1984, Slovenija.
Pisanec je vso svojo kariero igral za klub HDK Maribor, kjer je prvič zaigral v sezoni 2000/2001.

## Pregled kariere
Odebeljeno - reprezentančni nastopi, glej tudi Statistika pri hokeju na ledu.
| Moštvo      | Liga                     | Sezona |    | Redni del | Redni del | Redni del | Redni del | Redni del | Redni del | Redni del | Redni del |    | Končnica | Končnica | Končnica | Končnica | Končnica | Končnica | Končnica | Končnica |
| ----------- | ------------------------ | ------ | -- | --------- | --------- | --------- | --------- | --------- | --------- | --------- | --------- | -- | -------- | -------- | -------- | -------- | -------- | -------- | -------- | -------- |
| Moštvo      | Liga                     | Sezona | OT | PG        | G         | P         | T         | KM        | GT        | OD        | OT        | PG | G        | P        | T        | KM       | GT       | OD       |          |          |
| HDK Maribor | Slovenska liga           | 00/01  |    |           | 9         | 0         | 0         | 0         | 2         |           |           |    |          |          |          |          |          |          |          |          |
| HDK Maribor | Slovenska liga           | 01/02  |    |           | 11        | 0         | 0         | 0         | 0         |           |           |    |          |          |          |          |          |          |          |          |
| HDK Maribor | Slovenska mladinska liga | 02/03  |    |           | 16        | 0         | 0         | 0         | 14        |           |           |    |          | 2        | 0        | 0        | 0        | 0        |          |          |
| HDK Maribor | Slovenska liga           | 02/03  |    |           | 23        | 0         | 0         | 0         | 0         |           |           |    |          |          |          |          |          |          |          |          |
| HDK Maribor | Slovenska mladinska liga | 03/04  |    |           | 19        | 0         | 0         | 0         | 2         |           |           |    |          | 2        | 0        | 0        | 0        | 25       |          |          |
| HDK Maribor | Slovenska liga           | 03/04  |    |           | 17        | 0         | 0         | 0         | 0         |           |           |    |          |          |          |          |          |          |          |          |
| HDK Maribor | Slovenska liga           | 04/05  |    |           |           |           |           |           |           |           |           |    |          |          |          |          |          |          |          |          |
| HDK Maribor | Slovenska liga           | 05/06  |    |           | 3         | 0         | 0         | 0         | 0         |           |           |    |          |          |          |          |          |          |          |          |
| HDK Maribor | Slovenska liga           | 06/07  |    | 4         | 10        | 0         | 0         | 0         | 2         | 6.00      |           |    |          |          |          |          |          |          |          |          |
| HDK Maribor | Slovenska liga           | 07/08  |    | 1         | 12        | 0         | 0         | 0         | 0         | 10.00     |           |    | 0        | 2        | 0        | 0        | 0        | 0        |          |          |
| HDK Maribor | Slovenska liga           | 08/09  |    | 32        |           |           |           |           |           | 6.86      |           |    |          |          |          |          |          |          |          |          |
| HDK Maribor | Slohokej liga            | 09/10  |    | 7         |           |           |           |           |           | 3.88      |           |    |          |          |          |          |          |          |          |          |